# Arnau de Santmartí
Arnau Mir (? - aprox. 1100) més conegut com a Arnau de Santmartí, fou un noble català, senyor dels castells d'Olèrdola, Sant Martí Sarroca, Subirats, Lavit, Eramprunyà i Montbui.

## Biografia
Membre de la família vescomtal de Barcelona, fill de Mir Geribert i de Guisla de Besora, filla de Gombau de Besora.
Va prendre part en la revolta del seu pare contra el comte Ramon Berenguer I. L'any 1060 amb la mort en combat del seu pare i el seu germà gran Bernat, i havent mort ja la resta de germans més grans que ell, va heredar la major part dels dominis paterns i materns, menys el castell de Ribes que passarà al seu germà petit Ramon Mir de Santmartí.
Amb totes aquestes possessions es convertí en un dels magnats del regnat de Ramon Berenguer I i dels seus fills Ramon Berenguer II i Berenguer Ramon II. Fou un dels signants del nucli primitiu dels Usatges (1068?) i després fou un dels primers barons que s'aixecaren contra Berenguer Ramon II inculpant-lo de l’assassinat del seu germà. Fins al 1089 Arnau no tornà a l’obediència del Fratricida. El succeí el seu fill Jordà de Santmartí. Arnau féu construir l’església de Sant Martí de Sarroca.

## Núpcies i descendents
Es casa amb Jordana amb qui tingué dos fills:
- Jordà de Santmartí, successor seu.
- Umbert de Santmartí